# Martin Gaudreault
Pour les articles homonymes, voir Gaudreault.
Martin Gaudreault, né le 25 octobre 1959 à Roberval (Québec), est un photographe et artiste professionnel québécois.

## Biographie
Photographe autodidacte, il exerce sa passion de la photographie de paysage depuis 25 ans. Il a aussi enseigné en formation professionnelle dans quatre commissions scolaires de sa région pendant 16 ans. Il est titulaire d’un baccalauréat en développement économique (spécialité en revitalisation de centre-ville).
Photographe impliqué dans des organismes de la région du Lac St-Jean, notamment lors de la Traversée du Lac Saint-Jean à vélo, ses photographies sont diffusées dans plusieurs magazines internationaux,,,.
Martin Gaudreault se mérite une médaille d'argent en 2017 de la Société académique Arts-Sciences-Lettres de Paris qui reconnaît son travail et sa contribution comme photographe. Il se mérite une seconde médaille d'argent dans le cadre du Prix international des Professionnels en Art pour sa photographie de paysages «Heureux printemps». Ce concours est sous l'égide de Mondial Art Academia. L'Académie internationale des beaux-arts du Québec (AIBAQ) l'admet comme premier photographe membre de cette académie.  Il est aussi désigné par Mondial Art Academia comme délégué à la photographie pour la région du Saguenay-Lac Saint-Jean. En 2019, il est aussi membre élu de la Société des Artistes Canadiens, lui permettant d'être signataire de cette Société. En avril 2019, il se joint au Collectif International d'Artistes ArtZoom comme artiste professionnel. Ce collectif a été co-fondé en 1997 en France par Madame HeleneCaroline Fournier qui en assume la direction artistique depuis sa fondation.
En 2017 et 2018, il est sélectionné par la Société nationale des beaux-arts de Paris. Ses photographies seront exposées au Carrousel du Louvre,.
Il a également participé à des expositions collectives en 2017 en France et à Montréal. Artistes du monde à Cannes, la Galerie la Têt de l’Art à Forbach et la Galerie Le Livart à Montréal ne sont que quelques-unes des expositions auxquelles il participe.
Le 14 juin 2019, il sera intronisé à titre de membre de l’Ordre du Bleuet pour les Arts et la Culture, une reconnaissance qui met en lumière son rayonnement sur les scènes artistiques et culturelles d’ici et d’ailleurs,.
De nombreuses expositions collectives (à Venise, à Londres, à Florence, etc.) avec la Galerie Merlino de Florence (Italie) le font connaître dans plusieurs pays. Le Québec n'est pas en reste, car il est un artiste permanent de la Galerie d'Art Urbania,.

## Approche artistique
Peintre de renom, René Richard est un des peintres canadiens (il était aussi photographe…) qui a su exprimer par ses œuvres la nordicité, la solitude et la vie primitive des grands espaces territoriaux. La force des couleurs et la mise en lumière des paysages a influencé Gaudreault. Le photographe Henri Cartier-Bresson est connu comme photojournaliste et dessinateur français. Reconnu pour la précision et le graphisme de ses compositions, il s’est surtout illustré dans la photographie de rue, la représentation des aspects pittoresques ou signifiants de la vie quotidienne. Cartier-Bresson et son concept de capture de l'instant présent a aussi influencé Gaudreault. Ses nombreux clichés de sport en sont une preuve tangible.
Photographes contemporains, Mia et Klaus ont aussi influencé la pratique photographique de Martin Gaudreault, en présentant les diverses régions du Québec à travers de très nombreuses publications littéraires et photographiques.

## Expositions collectives et individuelles
2017
- Grand Prix International des amis de l'île Sainte-Marguerite - Cannes
- Galerie la Têt de l'Art «Le Canada rencontre l'Europe» - Forbach
- Artistes du monde - Cannes
- Galerie le Livart - Montréal
- Le Carrousel du Louvre - Paris

2018
- Biennale d'Art contemporain - Florence
- Open Art - Londres
- Le Carrousel du Louvre - Paris
- Expositions individuelles - Enchevêtrement de lumières et La ligne du temps

2019
- Musée d'art contemporain VR 3D - Longwy - Exposition Instinct[20]
- Musée d'art contemporain VR 3D - Longwy - Exposition Vibration[20]

## Publications
- Comment bien choisir ses objectifs photos